# Macessoga
Macessoga (лат.) — род бабочек из семейства Mimallonidae. Неотропика.

## Описание
Среднего размера бабочки. Похожи на Eadmuna, но отличаются желтовато-коричневым основным цветом (от жёлтой до желто-коричневой), с непрерывной дорсальной постмедиальной линией, которая в основном прямая (за исключением острого угла к костальной жилке), и не неполная и зубчатая, как у Eadmuna. Род был впервые выделен в 1928 году американским энтомологом Уильямом Шаусом. Валидный статус таксона был подтверждён в ходе ревизии в 2019 году американским лепидоптерологом Райаном Александером Ст. Лаурентом (Ryan A. St. Laurent, Cornell University, Department of Entomology, Итака, США) и Акито Кавахарой (Akito Y. Kawahara, University of Florida, Гейнсвилл, Флорида).
- Macessoga aelfrida Schaus, 1928 (Бразилия: Minas Gerais)
- Macessoga fabia (Druce, 1887) (Perophora) (Панама)
- Macessoga hoppia Schaus, 1928 (Бразилия: Rio de Janeiro)
- Macessoga hyginia Schaus, 1928 (Бразилия: Minas Gerais)
- Macessoga laxa (Dognin, 1912) (Cicinnus) (Аргентина: Misiones)